# Fútbol en Bosnia y Herzegovina

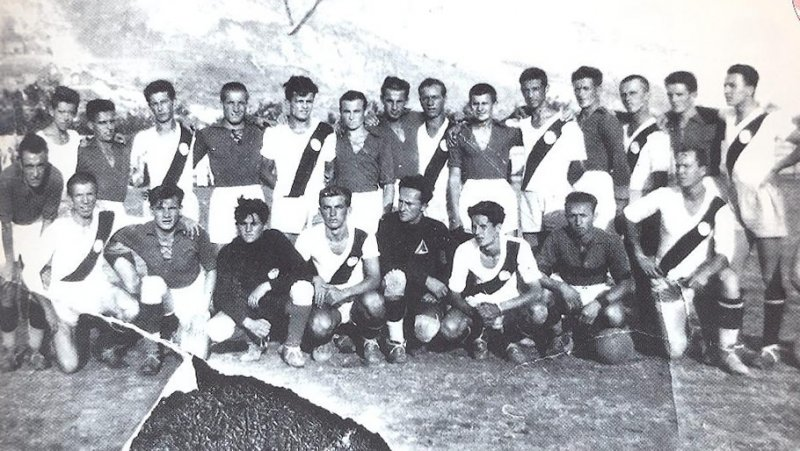
El HŠK Zrinjski Mostar es el equipo bosnio más antiguo, fundado en 1905.

El fútbol es el deporte más popular en Bosnia y Herzegovina como también lo era en la extinta Yugoslavia. La Federación de Fútbol de Bosnia y Herzegovina (NFSBiH), fundada en 1920 como subasociación de la Federación Yugoslava, es el máximo organismo del fútbol profesional bosnio. La NFSBiH organiza la Premijer Liga —la primera y máxima competición de liga del país— y la Copa de Bosnia y Herzegovina, y gestiona la selección nacional masculina, femenina y juvenil.
Incluso durante los turbulentos años de la Guerra de Bosnia, el fútbol nunca dejó de practicarse y creció rápidamente otra vez después del fin de las hostilidades, a pesar de que todavía había grupos étnicos separados dentro de la federación, que se formó oficialmente y de forma independiente en 1992 y posteriormente fue reconocida por la FIFA. Por último, en mayo de 2002, estos grupos se unieron en la federación, un movimiento que llevó a la creación de un campeonato nacional unificado profesional.

## Competiciones oficiales entre clubes
- Liga Premier de Bosnia y Herzegovina: es la primera división del fútbol bosnio. Fue fundada en 2002 en su formato más reciente después de la desintegración de Yugoslavia y la Primera Liga de Yugoslavia que se disputó desde 1923 hasta 1992. El primer campeonato nacional de Bosnia independiente fue celebrado en 1994. La Premijer está compuesta por 16 equipos.
- Primera Liga de la Federación de Bosnia y Herzegovina: es la segunda división en el sistema de ligas bosnio junto a la de la República Srpska. Está compuesta por 16 clubes, de los cuales uno asciende a la Premijer Liga.
- Primera Liga de la República Srpska: es la segunda división en el sistema de ligas bosnio junto a la de la Federación de Bosnia y Herzegovina. Está compuesta por 14 clubes, de los cuales uno asciende a la Premijer Liga.
- Segunda Liga de la Federación de Bosnia y Herzegovina: es la tercera división en el sistema de ligas bosnio junto a la de la República Srpska.
- Segunda Liga de la República Srpska: es la tercera división en el sistema de ligas bosnio junto a la de la Federación de Bosnia y Herzegovina.
- Copa de Bosnia y Herzegovina: es la copa nacional del fútbol bosnio, organizada por la Federación de Fútbol de Bosnia y Herzegovina y cuyo campeón tiene acceso a disputar la Liga Conferencia de la UEFA.

## Selecciones de fútbol de Bosnia y Herzegovina

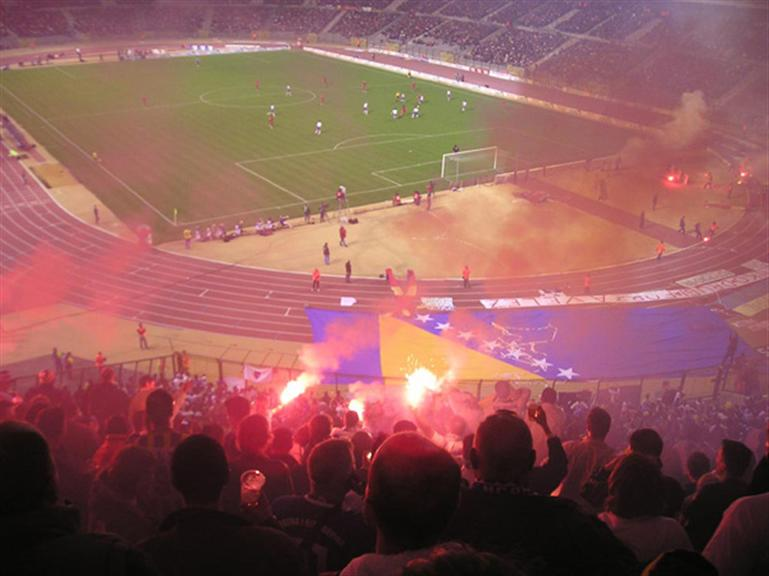
Partido de la selección de Bosnia en 2011.

### Selección absoluta de Bosnia y Herzegovina
La selección de Bosnia y Herzegovina, en sus distintas categorías está controlada por la Federación de Fútbol de Bosnia y Herzegovina.
La selección de Bosnia y Herzegovina disputó su primer partido oficial el 30 de noviembre de 1995 en Tirana y se enfrentó a Albania, partido que se resolvió con 2-0 para los albaneses. Anteriormente, el 6 de junio de 1993, Bosnia había disputado su primer partido aunque de manera no oficial en Teherán ante Irán, venciendo por 1-3. En 2009 y 2011 estuvo cerca de clasificarse para la Copa Mundial de 2010 y la Eurocopa 2012 respectivamente, pero en ambos partidos fue eliminado por Portugal en la última ronda de la repesca.Finalmente consiguió su primera clasificación en su historia para la fase final de un mundial, clasificándose de manera brillante para el mundial de Brasil en 2014.

### Selección femenina de Bosnia y Herzegovina
La selección bosnia disputa sus partidos como local en el estadio Asim Ferhatović Hase. Hasta el momento el combinado femenino bosnio aún no ha participado en una fase final de la Copa del Mundo o de Eurocopa.